# Tom Skinner (countrymuzikant)
Thomas 'Tom' Dean Skinner (Bristow (Oklahoma), 8 januari 1954 – Tulsa (Oklahoma), 12 juli 2015) was een Amerikaanse countryzanger.

## Biografie
Tom Skinner groeide op in zijn geboorteplaats Bristow, waar hij begon te zingen in het kerkkoor. Hij ging daar naar de middelbare school en studeerde af in 1972. Datzelfde jaar verhuisde hij naar Stillwater (Oklahoma) om te studeren aan de Oklahoma State University. Na een paar semesters stopte hij en diende hij op een militair vliegveld in Solano County. Hij vervolgde zijn studie in 1978 en studeerde af in 1982. Hij begon zijn muziekcarrière ook als soloartiest en frontman voor de Skinner Brothers Band, die hij samen met zijn broers oprichtte. Hij formeerde ook de band Santa Fe met de toen nog onbekende Garth Brooks. De bandleden verhuisden naar Nashville (Tennessee), maar terwijl Brooks veel succes genoot in zijn nieuwe thuis, verhuisde Skinner terug naar Stillwater. Daar was hij vervolgens actief in de band The Twanglers.
Na de twee jaar die hij in Baton Rouge, Louisiana had doorgebracht, kreeg hij halverwege de jaren 1990 de kans op een contract bij het kleine label Binky Records, waar hij eindelijk van profiteerde. Dus kwam hij in 1996 tot zijn eerste publicatie Times Have Changed, slechts een jaar later gevolgd door zijn unplugged album Acoustic Skinner. Zijn derde album voor Binky Records zou volgen in 1999 met Jesus Took Me Fishin, maar zover kwam het niet vanwege een hartaanval. Skinner, nu volledig hersteld, was sinds 2007 bassist in de Mike McClure Band, met wiens oprichter hij lange tijd bevriend was. De Mike McClure Band heeft sinds zijn toetreding vier albums geproduceerd. Meest recent had Skinner in 2012 een nieuw soloalbum uitgebracht, geproduceerd door Mike McClure, dat hij met een ander wilde volgen. Hij was ook actief met de band van Mike McClure en de zijne.

## Overlijden
Tom Skinner overleed in juli 2015 op 61-jarige leeftijd.

## Discografie
- 1997: Times Have Changed
- 1999: Acoustic Skinner
- 2012: Tom Skinner